# Austeucharis myrmeciae
Austeucharis myrmeciae is een vliesvleugelig insect uit de familie Eucharitidae. De wetenschappelijke naam is voor het eerst geldig gepubliceerd in 1890 door Forel.